# 라온피플
라온피플 주식회사(LaonPeople Inc.)는 영상신호처리 분야와 인공지능 딥러닝 알고리즘 기술을 기반으로 카메라 모듈 검사기 및 인공지능 머신비전 솔루션을 연구 개발, 생산 및 판매를 하고 있는 대한민국의 기업이다.
2010년 1월 18일 설립 후 지속적 성장을 이어가며 2019년 10월 18일 대한민국 주식시장 코스닥에 상장하였다. 본사는 경기도 분당시 판교로 723 에 있다. 

## 사업분야
응용 소프트웨어 개발 및 공급업으로 업종 분류되어 있다. 인공지능 딥러닝 기술, 영상 처리 및 컴퓨터 비전 기술을 활용하여 산업용과 비산업용 솔루션을 개발, 생산 및 판매하는 사업을 영위하고 있다.

## 주요제품

### 인공지능 비전 검사 소프트웨어
'NAVI AI'라고 불리며 인공지능 딥러닝 기술을 활용한 비전 검사 소프트웨어이다. 인공지능 딥러닝 학습을 통해 양/불 판정, 물체분류, 비정형 크랙 및 결함 검사, OCR판독이 가능하며, 활용 분야에 따라 다양한 적용이 가능하다. 기존에 일정 기준을 적용해 불량품을 골라내는 룰(Rule) 기반 머신비전은 사람이 육안으로 한 번 더 검사를 진행해야했다. 하지만 AI 머신비전은 학습으로 검사능력이 향상돼 육안 검사를 대체할 수 있고, 검사 속도도 20배 이상 빠르다는 설명이다.

### 머신 비전 카메라
머신 비전 검사에 활용할 수 있는 카메라로 2D 카메라, 3D 카메라, 스마트 카메라 등 다양한 제품군이 있다.

2D 머신 비전 카메라의 경우 산업용 검사에 활용 가능한 고화소(25M, 50M, 151M)와 다양한 인터페이스(Camera Link, CoaXPress, USB 3.0)의 카메라들이 있다.

### 바코드 리더
DPM 바코드, 멀티 바코드, 고속 바코드 판독이 가능한 리더기들이 있다.

### AI 덴탈 솔루션
인공지능 기술을 의료 분야에 적용시킨 솔루션이다. 세팔로 영상 분석을 위한 Auto Landmark Detection 및 Auto Landmark Tracing 기능이 있다. 세팔로 분석 프로그램은 치과 의사가 54개 치아의 특이점을 하나씩 분석해야 하는 것을 인공지능 기술로 20초 만에 완성하는 기술이다.

### AI 교통 솔루션
인공지능 기술을 교통 분야에 적용시킨 솔루션이다. AI 교통솔루션은 개별 교차로에서 실시간 차량정보를 분석해 교통량이 가장 많은 혼잡 방향에 교통신호를 먼저 분배해 교통체증을 해소시키는 기술이다.

### 카메라 모듈 검사기
스마트폰과 같은 모바일 기기에서 사진과 영상을 촬영하는 카메라 모듈로부터 이미지를 수신하여 PC로 전송하는 기능을 수행하는 기기이다.
카메라 모듈 검사, 렌즈 검사 소프트웨어를 탑재하여 카메라 모듈 및 렌즈의 양/불 판정에 적용 가능하다.

## 연혁
- 2010년 1월 회사 설립
- 2010년 4월 증자
- 2010년 8월 Gigabit Ethernet을 이용한 영상 캡처 솔루션 개발
- 2010년 11월 국내 최초 MIPI 4-Lane 센서 영상 캡처 솔루션 개발
- 2011년 8월 DPM 방식의 바코드 리더기 개발
- 2011년 10월 열화상 카메라 솔루션 개발
- 2011년 10월 2011년 기술창업대전 수상
- 2011년 11월 세계 최초 USB 3.0을 이용한 MIPI-4Lane Capture 솔루션 개발
- 2012년 1월 고속 패턴 인식용 스마트 카메라 (FSC) 개발
- 2012년 3월 세계 최초 10GigE I/F Machine Vision Camera 개발
- 2012년 3월 850MB/sec를 지원하는 Full-mode Camera-Link Frame Grabber 개발
- 2012년 3월 USB3.0 Machine Vision 카메라 개발
- 2012년 11월 3자배정 유상증자 (종업원 배정)
- 2012년 12월 무상증자
- 2013년 3월 ISO 9001/14001 인증 획득
- 2013년 5월 GigE 방식의 1.2M 카메라 개발
- 2013년 5월 증자
- 2013년 6월 GigE 방식의 4M 카메라 개발
- 2014년 3월 국내 최초 CoaXPress 25M Machine Vision Camera 개발
- 2015년 1월 세계 최초 CoaXPress 12M/190fps 개발
- 2015년 3월 비전 소프트웨어 자체 개발
- 2015년 3월 초고속 카메라 출시
- 2015년 12월 1백만불 수출탑 수상
- 2016년 3월 국내 최초 Laser Profile 3D 카메라 개발
- 2016년 3월 비전 검사 소프트웨어(NAVI) 출시
- 2016년 8월세계 최초 C-PHY MIPI Capture 솔루션 개발
- 2016년 12월 3백만불 수출탑 수상
- 2017년 2월 딥러닝을 이용한 비전 검사 소프트웨어 개발
- 2017년 9월 LG CNS와 인공지능 머신비전 전략적 협력 계약
- 2017년 12월 인공지능 PCB 검사 솔루션 ‘AIPi’ 개발
- 2017년 12월 5백만불 수출탑 수상
- 2018년 3월 세계최초 인공지능 Display 검사 솔루션 ‘AIDi” 개발
- 2018년 8월 세계 최초 C-PHY, D-PHY Dual MIPI Capture 솔루션 개발
- 2018년 9월 세계최초 CoaXPress 151M/6fps(Mono) Camera 개발
- 2018년 12월 1천만불 수출탑 수상
- 2019년 2월 인공지능 자동화 검사장비 출시
- 2019년 3월 2019년 한국머신비전협회 어워드 대상 수상
- 2019년 8월 2019년 중소기업혁신대전 산업포상 수상
- 2019년 10월 코스닥 상장